# ビタミンA
ビタミンA (Vitamin A) とは、物質としては一般にレチノール（Retinol、アルコール体）を指し、ビタミンA1としても知られる。広義にはレチナール（Retinal、アルデヒド体）、レチノイン酸（Retinoic Acid、ビタミンA酸とも）およびこれらの3-デヒドロ体（ビタミンA2と呼ぶ）や関連物質を含め、誘導体を含めてレチノイドと総称される。レチノールは必須栄養素で皮膚細胞の分化を促進する。ビタミンAやβ-カロテンは栄養素のひとつで、脂溶性ビタミンに分類される。ビタミンAは動物の体内に存在し、β-カロテンなど動物の体内でビタミンAに変換されるものは総称してプロビタミンAと呼ぶ。ビタミンAの過剰症と欠乏症があり、妊婦では必要摂取量が増加する。日本で医薬部外品として化粧品に配合されたレチノールのシワ改善作用の効能表示が承認されているが、皮膚刺激性と物質としての不安定な性質は問題視されている。

## ビタミンAとは
国際的にはビタミンAは生理作用を表す際に用い、栄養学的にビタミンAと呼ばれている物質としてはレチノール (Retinol) と呼ぶ。一般に、レチノールがビタミンAと呼ばれ末端の官能基はアルコール体である。
体内で、視覚に関与する末端がアルデヒド体のレチナール、遺伝子発現の調整に関わる末端がカルボン酸のレチノイン酸へと順に酸化され、活性作用の本体となる。ここまでが広義にビタミンAと呼ばれる。その類縁物質を含めてレチノイドと呼ばれる。
ほかに摂取されて体内でビタミンAの生理作用を起こす物質には、レチニルエステルや、プロビタミンAに分類されるカロテノイドがあり、β-カロテンなどおよそ50種類がある。動物性食品からは、レチニル脂肪酸エステルとして、主に植物性食品からはプロビタミンAのカロテノイドとして摂取され、カロテノイドでは摂取による過剰症が起こらない点で異なる。

### 構造

体内で代謝されると、上から、レチノールエステル、レチノール、レチナール、レチノイン酸へと1ステップごとに変換される。

レチノール（変換図2番目）、右端の-CH2OH（アルコール）の部分が、-CHO ならばレチナール（アルデヒド）、-COOH ならばレチノイン酸（カルボン酸）である。左側にある環構造の左下の結合が二重結合になったものが3-デヒドロレチノールである。

酢酸レチノール
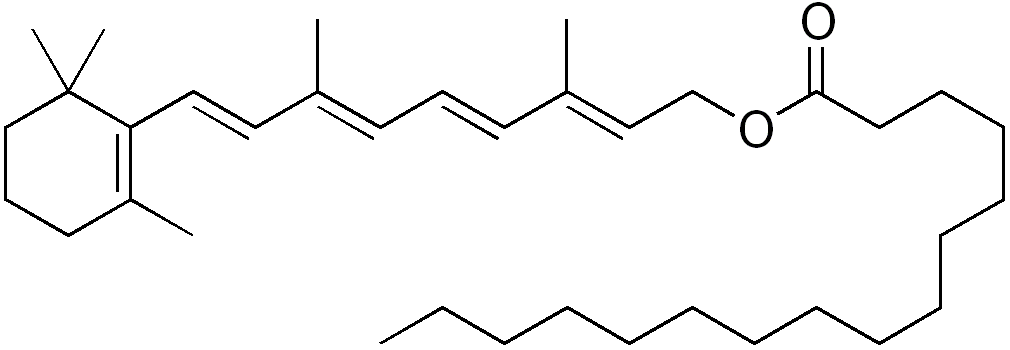
パルミチン酸レチノールは、皮膚に蓄えられる形態。

## 物性（レチノール）
- 分子量 286.46
- 紫外線吸収極大 325 nm
- 蛍光波長 励起 325 nm 蛍光 470 nm
- 水に不溶。
- 酸化を受けやすい。
- 乾燥、高温で壊れる。
- アルカリ条件下では比較的安定。
- ビタミンEなどの抗酸化剤共存下では安定度を増す。

空気、酸素、湿気、熱、光などによって容易に分解され外用薬としての有効成分として機能しなくなるため、低温、高油分の状態での保存がよく、レチノールをカプセル化するといった加工が施されることがある。レチノールは化学的また光学的に不安定であり、4度の温度で紫外線下では遊離した含水レチノールは2日以内に完全に分解し、リポソーム加工を施した場合には8日後でも分解されたのは20%であった。
レチノールでは光に対して2時間後にほとんどすべてが分解されており、特性を改良したレチノイン酸レチニルでは24時間後に分解のピークが見られ、熱に対しては常温で4週間後にはレチノイン酸レチニルではまだ90%が分解せず保たれているが、レチノールでは70%であった。

## 生理活性
レチノールは必須栄養素で皮膚細胞の分化を促進する。ヒト血液中のビタミンAはほとんどがレチノールである。血中濃度は通常0.5 µg/ml程度で、0.3 µg/mlを切るとビタミンA欠乏症状を呈する。
β-カロテンは、体内で小腸の吸収上皮細胞（あるいは肝臓、腎臓）において分解されて、ビタミンAとなる。レチノイドの名前が網膜 (retina) に由来するように、網膜細胞の保護に用いられ、欠乏すると夜盲症などの症状を生じる。また、DNAの遺伝子情報の制御にも用いられる。
人体においては、眼球の網膜上にある視細胞のうち、薄明視に重要な桿状体細胞において、桿体オプシン（蛋白質）とリシン残基を介して結合し、ロドプシンとなる。ビタミンAはロドプシンの発色団となる。ロドプシンは視色素と呼ばれる一群の物質の一つで、視細胞における、光による興奮（視興奮）の引き金機構として重要な物質である。
ロドプシンが視神経に信号を伝えるのは、次の網膜でのメカニズムによる。βカロテンが鎖の真ん中で切断されると、二つのトランス型のレチノールというアルコール型のビタミンAが生成する。レチノールは酸化されてレチナールというアルデヒドになる｡このトランス型のレチナールを､シス型のレチナールに変化させ、タンパク質であるオプシンに収納される。この状態が､ロドプシンである｡このロドプシンへ光が当たるとシス型のレチナールが安定なトランス型に戻り、トランス型レチナール分子は､オプシンに収まらず､はずれてしまう｡この変化が細胞の中に伝えられ､化学的に増幅されて､光が当たった､という信号となって視神経に伝えられる｡トランス型レチナールは､再びイソメラーゼの働きでシス型に折り曲げられてオプシンに収納される｡やがてレチナールは消耗するので､不足した分は､レチノールから酸化して補われる｡このため､網膜にはレチノールをレチナールに酸化するためのアルコール脱水素酵素が豊富に存在する｡ビタミンAであるレチノールが不足すると上記のような役割を担うロドプシンが機能しなくなり、夜盲症が発症する｡
レチノイン酸は、ムコ多糖の生合成を促進して、細胞膜の抵抗性を増強するといわれている。
ビタミンAは、線維芽細胞増殖因子-18 (FGF18) を上昇させ、肺のエラスチンの発現を増やすため、先天性横隔膜ヘルニア (CDH)の治療に使えるのではないかとして研究されている。

## 一日の所要量
単位としては、国際単位 (IU) をかつて用いていた。β-カロテンの場合、生体内におけるレチノールへの変換の際の収率、消化吸収率がレチノールと異なるため、β-カロテン 12 µgがレチノール1 µgに相当する。なお、少し前までビタミンAはビタミンA効力（単位はIU；アイユー）で表されていたが、ビタミンA作用をする量であるレチノール当量 (µg) で表されるようになった。なお、レチノール当量 (RE) 表記では、1 IU = 0.33 µgREとなる。
| 年齢範囲                        | 単位             |
| ------------------------------- | ---------------- |
| 0-1歳                           | 1,000 - 1,300 IU |
| 1-5歳                           | 1,000 - 1,500 IU |
| 6-8歳                           | 1,200 IU         |
| 9-14歳                          | 1,500 IU         |
| 成人男子                        | 2,000 IU         |
| 成人女子                        | 1,800 IU         |
| 授乳婦                          | 3,200 IU         |
| ※ 許容上限摂取量 成人で5,000 IU |                  |

100,000 IU 以上の摂取では過剰障害を起こすことがある。
パルミチン酸レチノールとして75,000IUを摂取して安全であったという研究がある。
なお、ニューイングランド・ジャーナル・オブ・メディシン（1995年11月23日発行）の報告では、妊娠前後でビタミンA所要量は増加せず、非妊娠時でも妊娠期でも、成人女性の所要量は1,800 IU とされる。そのため、他の栄養素と異なりビタミンAの所要量は増加しないので、妊婦では過剰摂取に特に留意が必要だ、という見解もある。
ビタミンAを簡単にとるには、ビタミンA前駆体のβ-カロテンを多く含む緑黄色野菜、例えばニンジン、ピーマン、ホウレンソウ、コマツナ、カボチャなどをとるとよい。

## 妊娠中のビタミンA摂取について
日本の厚生労働省では妊婦のビタミンA摂取量は、上限許容量が5000 IUとされている。ただし、ビタミンAが含まれている食品は意外と多く、総摂取量で見ると摂取過剰になると予想される。ビタミンAは1日10000 IU以上を連日摂取してしまうと奇形発生が増加すると考えられる報告がある。妊娠12週までにビタミンAを連日15000 IU以上摂取すると、水頭症や口蓋裂等、胎児奇形発生の危険度がビタミンA摂取量5000 IU未満の妊婦に比して、3.5倍高くなると報告されている。一方で欠乏した場合は未分化性の胎児奇形（単眼症など）のリスクが生じる。近代以前の日本では肉食文化が乏しくビタミンA欠乏が頻繁に見られる現象であったとも考えられており、ビタミンA過剰が過剰分化性の奇形（先述の口蓋裂等）を誘発することとは対照的な問題である。ただし、ビタミンAの過剰摂取による催奇形性の報告は、主にサプリメント由来のビタミンA（レチノイン酸）であり、動物性由来のビタミンA（レチノール）は20000 IU以上摂取しても問題がなかったと言う報告もある。
医薬品のビタミンAの場合、妊娠3か月以内、又は妊娠を希望する婦人へのビタミンA 5000 IU/日以上の投与は禁忌（処方してはいけない）とされている。
30歳から49歳の女性の1日のビタミンの目安摂取量。
- ビタミンA 1800 IUもしくは540 µg（妊婦 2000 IUもしくは600 µg）
- 摂取上限 5000 IU（1500 µg、β-カロテンで摂取する場合、この数値は当てはまらない）

β-カロテンは体内でビタミンAに変化する前駆体のプロビタミンAである。野菜にはβカロテンの形で含まれている。
- ほうれん草（ゆで）100 g中2900 IU
- 春菊（ゆで）100 g中2600 IU
- コマツナ（ゆで）100 g中2800 IU
- わかめ（乾燥）100 g中4800 IU
- にんじん（水煮）100 g中4600 IU

ビタミンA（レチノール）が動物性食品に多く含まれるのに対し、β-カロテンは緑黄色野菜や海草に多く含まれる色素の一種。体内に入ってビタミンAが十分ならAに変化しないため、過剰摂取の心配はない。

## 多く含む食品
いずれも表記は100 gあたり。
- 肝油: 100,000 IU
- バター: 有塩バターで1,600 IU
- 牛乳: 120 IU
- チーズ: プロセスチーズで850 IU
- 卵: 鶏卵で460 IU
- 強化マーガリン: ソフトタイプのJIS上級マーガリンで5,500 IU
- 緑黄色野菜: 例として、ほうれん草生葉で、2,100 IU
- レバー: 豚レバーで39,000 IU
- ウナギ: 蒲焼で4,500 IU

日本人におけるビタミンAの供給源の構成は、緑黄色野菜50%、肉類15%、魚介・乳類10%、卵類10%。

## 摂取時の注意
ビタミンAは高温において酸化・分解を受けやすく、また、油脂に溶ける性質がある。「油を利用して調理したほうが摂取の効率がよいので、短時間で調理でき、たくさん野菜がとれるバター炒めは良い調理法」と広く知れ渡っている。
にんじんなどに関しては「植物が含むビタミンA前駆体のβ-カロテンは、油を使わずに単純に茹でた場合でも細胞中にもともとある脂質分と混ざり合って摂取効率をある程度高めることができる」との説もある。ビタミンAの不足を防ぐために緑黄色野菜の摂取が奨励されることがあるが、動物性食品である鶏卵、牛乳、レバーなどにも多く含まれている。
通常の食生活を送る限り、ビタミンAを不足することはあまりないが、授乳婦においては所要量が大幅に増える。また、通常の食事で過剰になることも少ないが、外洋魚の肝臓による過剰摂取に注意すること。過剰摂取によるビタミンA過剰症（軽度であれば下痢などの食中毒様症状、重篤であれば倦怠感・皮膚障害など）がある。後述の医薬品を服用するなどで大量のビタミンAが体内に蓄積された場合、さらに催奇形性（奇形児が生まれる）のリスクが非常に高くなる。なお、β-カロテンには過剰摂取による障害がない。

### 医薬品での注意事項
医療用医薬品で夜盲症・くる病等の治療薬として古くから使われるビタミンA油製剤の「チョコラA」（エーザイ）は、1回の服用だけで最低2,000 IU以上のビタミンAを摂取した事になる。ただ、大量・過剰摂取あるいは後述のトレチノイン系製剤との併用をしなければ過剰症に陥ることはない。「チョコラAD」には一日分の用量で4,000 IU含まれるため、サプリメントや食事の兼ね合いに注意が必要である。広く流通されているビタミンB6製剤の「チョコラBB」シリーズにはビタミンAは含有されていない。
特に高濃度化されたレチノイドの内服薬には、乾癬治療薬のエトレチナート（商品名チガゾン、ロシュ社）、急性前骨髄球性白血病治療薬のオールトランスレチノイン酸（ベサノイド、ロシュ社）、タミバロテン（アムノレイク、東光製薬）があり、催奇形性のため、男女とも一定期間性交しないことを前提にし、特にエトレチナートでは同意書に署名をして初めて処方される。ベサノイドでは重大な副作用としてレチノイン酸症候群と言う重篤な過剰症があり、これは最悪の場合多臓器不全を起こすものである。緊急処置の体制上、原則入院のうえ処方される。
乾癬の治療や白血病の治療ではビタミンAのもつ細胞分化作用を用いているがビタミンAにはそれとは別に抗酸化作用があると言われている。低比重リポタンパク質 (LDL) が酸化され動脈硬化が進展するというLDL酸化説という仮説があり、抗酸化作用を持つビタミンAの摂取により動脈硬化を防ぎ、心筋梗塞など動脈硬化性の病気を予防できる可能性が主張されたが、現在の知見ではビタミンAの摂取で心筋梗塞が予防できるという疫学的なデータは存在しない。

## 疫学研究
1862人の喫煙家に対して、α-トコフェロールを毎日50 mgとβ-カロテンを毎日20 mg（通常所要量の10倍）か、その両方か、偽薬を与え、5.3年追跡したところ、α-トコフェロールやβ-カロテンを摂取した方が死亡率が上昇していた。
北米とヨーロッパから7つの研究約40万人をもとにした報告では、5種類のカロチノイドの摂取は肺がんのリスクを減らしていた。ビタミンAは細胞膜の損傷を防ぐ働きをするので、胃癌や肺癌に対する予防効果が注目されていたが、その効果を否定する臨床試験の結果が示された。

## 欠乏症
- 夜盲症
- 乾燥眼炎
- 感染に対する抵抗力の低下
- 成長不良
- 骨・歯の発育不良と変形
- 皮膚や粘膜の角質化
- 皮膚の異常乾燥、色素沈着
- 性腺の変性退行

### 欠乏症対策
サブサハラなどの後進地域ではビタミンA欠乏症に悩まされる住民が多く、子供の失明や発育不良の原因になってきた。対策としてユニセフでは、子供にビタミンAを投与する事業を展開しているほか、国際熱帯農業研究所（IITA）では、ビタミンAの前駆体であるベータカロチンを多く含むトウモロコシの品種を普及させるなど食生活からのアプローチも行われている。

## 過剰症
- 脳圧亢進
- 激しい頭痛（おもに後頭部）
- 脱毛
- 骨・四肢の痛み
- 不安、易刺激性（不機嫌）
- 吐き気や嘔吐
- 肝機能障害
- 疲労感
- 奇形の発生
- 食欲不振
- 発疹
- 下痢
- 睡眠障害
- 皮膚の荒れ、かゆみ、色素沈着
- めまい
- 鼻血

### 食中毒症状
イシナギ、サメ、マグロ類などの南方魚や鯨、シロクマの肝臓を食べ過ぎると食中毒として起きる。
中毒症状は食べた後30分-12時間であるが、ほとんどは短時間でおきる。
- まず、激しい頭痛がある。嘔吐や発熱を呈すこともある。これは早く回復する。
- 次に、1-6日後に顔面の皮膚がはがれ落ち、手足、全身に広がる。
- 1か月くらいで全身の皮膚がはがれる。

## 外用
レチノールを皮膚に塗布すると、コラーゲンとエラスチンの生合成が促進され、しわが減少し皮膚の弾力性が高まる。日本で、医薬部外品として化粧品に配合されたレチノールのシワ改善作用の効能表示が承認されている。外用薬としてのトレチノイン（全トランスレチノイン酸）は1960年代から皮膚科での治療に使われてきたが、1984年にはレチノールが化粧品に配合されるようになり、トレチノインよりも少ない皮膚刺激性に言及されてきた。65名でのRCTで、トレチノインがレチノールの10倍の効力だと考えられているため、レチノールをトレチノインの10倍配合し比較したところ3か月後に有意な差はなく、比較は光ダメージ、シワやキメの細かさ、肌の明るさ、色素沈着においてなされた。
ニキビの45名（グレードIIからIIIの病変が10-50個）でのRCTで、5%アスコルビン酸リン酸ナトリウム（ビタミンC誘導体）と0.2%レチノールおよび併用を比較し、単体ではそれぞれ1か月で病変数を約20-22%、2か月で約49%減少させ、併用では1か月で約30%、2か月で約63%減少させていた。レチノールの過剰な使用は炎症と日焼けの促進を起こし、アスコルビン酸リン酸ナトリウムではこうした皮膚刺激は少なかった。
エスティローダーは2018年の国際皮膚科学調査会議にて報告し、レチノールは皮膚の抗老化でよく知られているが、その皮膚刺激性、光学的な不安定性は化粧品に使用するための欠点であり、より安定し刺激の少ない新しい化合物としてのヒドロキシピナコロンレチノアートを説明した。塗布するとレチノール様の遺伝子発現を誘導するバクチオールでは、光老化のある44名でのランダム化比較試験人において、0.5%バクチオールクリームと0.5%レチノールは、共にシワの面積と色素沈着を減少させ同等であったが、レチノールの方が皮剥けと痛みを起こしていた。

## 生化学
β-カロテンは小腸に存在するβ-カロテン-15,15'-ジオキシゲナーゼ (EC 1.14.99.36 (EC 1.13.11.21)) の作用によりレチナールに変換される。
β-カロテン + {\displaystyle {\ce {O2 -> 2}}} レチナール
生体内において、レチナールはレチノールデヒドロゲナーゼ (EC 1.1.1.105) の作用により多くはレチノールに還元された状態で存在している（可逆反応）。また、レチナールオキシダーゼ (EC 1.2.3.11) によりレチノイン酸へと代謝（不可逆な反応）される。
レチナール + {\displaystyle {\ce {NAD+ ->}}} レチノール + {\displaystyle {\ce {NADH + H^+}}}
レチナール + {\displaystyle {\ce {O2 + H2O ->}}} レチノイン酸 + {\displaystyle {\ce {H2O2}}}
レチノールは、肝臓中にパルミチン酸エステルの形で貯蔵され、必要に応じて遊離する。遊離したレチノールはレチノール結合蛋白質 (RBP) と結合し、さらにトランスサイレチン（プレアルブミン・TTR）と複合体を形成して血液中を流通する。なお、生理作用の発現においては、レチノールよりもその代謝産物であるレチナールあるいはレチノイン酸が重要であるといわれている。

## 歴史

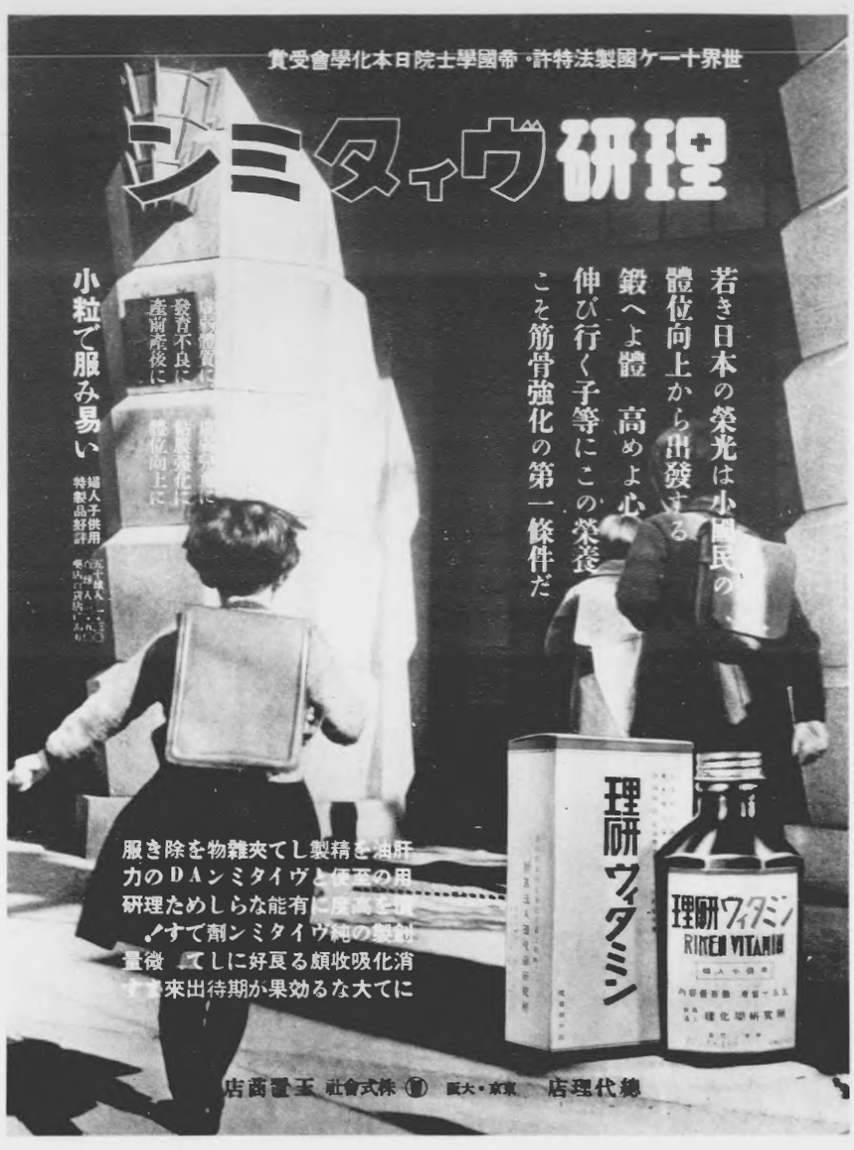
ビタミンA製剤の雑誌広告。1938年（昭和13年）。

## 合成
1950年代前半に、BASF社によりビニル-β-イオノンとβ-ホルミルクロチルアセテートとのカップリング反応により合成する手法が開発された。β-ホルミルクロチルアセテートは1-ビニルエチレンジアセテートをロジウム触媒を用いてヒドロホルミル化して得られ、リナロールから誘導されるビニル-β-イオノンとカップリング化してビタミンA酢酸エステルへ変換される。エフ・ホフマン・ラ・ロシュ社が開発した合成法もヒドロホルミル化を利用しており、両合成法が年間3000トンのビタミンA生産量の大部分を占める。